# Musikfreunde Kiel

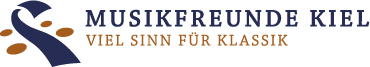
Logo der Musikfreunde Kiel

Der Verein der Musikfreunde Kiel e.V. (kurz: Musikfreunde Kiel oder auch VdM) ist ein gemeinnützig anerkannter, ehrenamtlich geführter Kulturverein, dessen vorrangiges Anliegen darin besteht, das Musikleben in Kiel zu bereichern. Die Kooperation mit dem Philharmonischen Orchester Kiel und Theater Kiel spiegelt sich in verschiedenen gemeinsam gestalteten bzw. durchgeführten Konzertreihen wider.
Darüber hinaus engagiert sich der Verein für Veranstaltungen, die Kindern und Jugendlichen einen möglichst leichten Zugang zur klassischen Musik ermöglichen, und bieten in Zusammenarbeit mit dem Landesmusikrat Schleswig-Holstein oder Sponsoren jungen Musikern ein Konzertpodium.
Der Verein wurde 1901 gegründet und hat zurzeit rund 1.700 Mitglieder.

## Geschichte

### 1901 bis 1933
Der Kieler Organist, Dirigent und Komponist Hermann Stange rief im Juli 1901 in der Kieler Zeitung zur Gründung eines Orchesters auf. Dies war der eigentliche Startschuss für die Gründung des heutigen Kieler Philharmonischen Orchesters. Zur Unterstützung der Gründung wurde von Hermann Stange der Verein der Musikfreunde gegründet.
Das Engagement der Musikfreunde Kiel wurde zwar vom damaligen Oberbürgermeister Paul Fuß begrüßt, aber es dauert noch einige Jahre, bis die Stadtverordneten letztlich der Gründung zustimmten. Der Nachfolger von Hermann Stange als Vorsitzender des Vereins der Musikfreunde, der Rechtswissenschaftler Theodor Niemeyer, leistete die entscheidende Überzeugungsarbeit.
Zu Beginn des Jahres 1905 waren die Pläne für ein neues Stadttheater in Kiel soweit gediehen, dass das Eröffnungsdatum 1. Oktober 1907 feststand. Auf Grundlage eines Orchestervertrages zwischen den Musikfreunden und der Stadt Kiel wurde dem neuen Theaterpächter zur Bedingung gemacht, dass der neue Klangkörper zugleich als Theaterorchester zu fungieren habe.
Für Konzert- und Theaterdienste wurden ab dem 12. Mai 1907 55 Musiker gesucht. Dirigent war Felix Schreiber.
Als erster Konzertmeister wurde der 1884 im schweizerischen Burgdorf geborene Robert Reitz ausgewählt, der bis 1912 diese Funktion innehatte und später an der Weimarer Musikschule Professor für Violine wurde (dort u. a. Marlene Dietrich das Geigenspiel lehrte).
Als „Orchester des Vereins der Musikfreunde“ startete der neue Kieler Klangkörper am 23. Mai 1907 mit Carl Millöckers Der Bettelstudent in die Sommerspielzeit. Die Eröffnung des von Heinrich Seeling entworfenen Theaters am Kleinen Kiel fand wie geplant am 1. Oktober 1907 mit Beethovens Fidelio statt und die schon seit 1902/03 veranstalteten Volkskonzerte, wie die Konzerte der Musikfreunde Kiel hießen, konnten mit der Saison 1907/08 vom eigenen Profi-Orchester gespielt werden.
Nachdem Fritz Busch, der spätere Generalmusikdirektor der Semper-Oper in Dresden, 1912 seinen bereits unterschriebenen Vertrag zugunsten des Musikdirektorpostens in Aachen wieder aufgelöst hatte und sein Kieler Amt also gar nicht erst antrat, stand mit dem 1885 geborenen Ernst Kunsemüller die erste herausragende Musikerpersönlichkeit am Pult des Kieler Orchester. Er wurde hier auch zum Universitätsmusikdirektor berufen. 1915 trat Kunsemüller freiwillig den Militärdienst an und fiel 1918.
Mit Fritz Stein wurde ein Nachfolger gefunden. Doch die gestiegenen Lebenshaltungskosten nach dem Ersten Weltkrieg machten die Anpassung der Löhne der Orchestermusiker notwendig. Da diese Lohnerhöhung von den Musikfreunden nicht geleistet werden konnte und das Theater ebenfalls eine Erhöhung verweigerte, wandte sich das Orchester am 25. März 1919 direkt an die Stadt Kiel mit einem offiziellen Gesuch um Übernahme des Klangkörpers in städtische Verwaltung als „städtisches Orchester“. Der Verein unterstützte das Gesuch, wollte aber die Veranstaltung der Konzerte in seiner Hand behalten. Es dauerte bis zum 1. Februar 1920, bis die Stadt Kiel die drohende Auflösung von Verein samt Orchester abwendete.

### 1933 bis 1945
Fritz Stein, Dirigent der VdM-Konzerte und Universitätsmusikdirektor wurde 1933 Leiter der Staatlichen Hochschule für Musik in Berlin. Sein Nachfolger wurde Hans Gahlenbeck, zunächst als Leiter der VdM-Konzerte und städtischer Musikdirektor, ein Jahr später (1934) als Generalmusikdirektor, wodurch die unter Stein nicht unproblematische personelle Trennung von Opern- und Konzertwesen aufgehoben wurde.
Die Konzertprogramme fielen während der NS-Zeit erwartungsgemäß „deutsch“ aus: viel Beethoven und Mozart, Schubert und Brahms, Strauss und Pfitzner. Der Vorsitz des Vereins wurde Arthur Nordmann überantwortet, einem parteitreuen Kulturmann der Stadt Kiel.
In der Saison 1938/39 übernahm Paul Belker die Leitung des Städtischen Orchesters und lenkte es durch die katastrophalen Kriegsjahre (bis zum letzten Konzert im Sommer 1944) wie durch die schwierigen ersten Nachkriegsjahre.

### 1945 bis heute
Nach der bedingungslosen Kapitulation 1945 setzte Paul Belker alles daran, mit gezielten „Rückruf-Schreiben“ an diverse Lagerverwaltungen die Musiker aus der Gefangenschaft zurück nach Kiel holen zu können. Unter der britischen Besatzung gab es schon mit der Saison 1945/46 wieder regelmäßig Konzerte. Belker bemühte sich zudem, seinem Publikum jene Komponisten näherzubringen, deren Stücke während des Dritten Reichs als „entartet“ galten.
Belker übernahm 1945 auch den Vorsitz des Vereins der Musikfreunde und sicherte damit sein Fortbestehen und die enge Zusammenarbeit mit dem Städtischen Orchester. Zum Ende der Saison 1949/50 wechselte Belker nach Essen. Seine Nachfolger waren Georg C. Winkler (1951–1959) und Niklaus Aeschbacher (1959–1963).
Die Generalmusikdirektoren Peter Ronnefeld (1963–65) und Hans Zender (1969–72) etablierten die Neue Musik in Kiel. Hans Zender gründete zusammen mit dem Intendanten Joachim Klaiber und in Zusammenarbeit mit den Musikfreunden die Reihe „musica nova“. In diese Zeit, 1965, fallen auch Bau und Einweihung des neuen Konzertsaals an der Förde, der den Umzug der Orchesterkonzerte aus dem Opernhaus ermöglichte.
Mit dem Dienstantritt von Klaus Weise brach 1981 gewissermaßen ein neues Zeitalter an. Seit dem 24. Mai 1971 nannte sich das Orchester zwar „Philharmonisches Orchester“, doch bislang musste der jeweilige Generalmusikdirektor vom Vorstand der Musikfreunde Kiel die Saisonplanung absegnen lassen. Klaus Weise verweigerte diese Regelung und forderte von der Stadt Kiel eine Vertragsänderung mit den Musikfreunden. Die Musikfreunde verwalten weiterhin die Abonnements für die Philharmonischen Konzerte, das Orchester spielt im Gegenzug in der Reihe der Mozart-Konzerte, die von den Musikfreunden ins Leben gerufen wurde.
Generalmusikdirektor Klauspeter Seibel (1987–1995) engagierte sich für die Aufwertung des Orchesters in den A-Status. Am Ende scheiterte die entscheidende Abstimmung im Stadtrat.
Nach Walter E. Gugerbauer (1995–1998), Ulrich Windfuhr(1998–2003) und Georg Fritzsch (2003–2019) leitet seit 2019 Benjamin Reiners als Generalmusikdirektor das Kieler Philharmonische Orchester.

## Konzertreihen

### Mozart-Konzerte
Die Konzerte dieser Reihe widmen sich dem Werke Mozarts, die durch musikhistorisch oder kompositorisch passende Werke anderer Künstler oder Komponisten zu einem runden Musikabend ergänzt werden. Konzertstätte für alle Mozart-Konzerte ist die Petruskirche im Stadtteil Kiel-Wik.

### Philharmonische Konzerte
Die Konzertreihe des Philharmonischen Orchesters Kiel umfasst neun Konzerte, die an zwei Tagen erklingen: sonntags um 11 Uhr und montags um 20 Uhr. Für Konzerte mit Uraufführungen oder Kompositionen des 20. Jahrhunderts bieten die Musikfreunde Kiel Komponisten-Portraits an, in denen der Komponist meist selbst über sich und sein neues Werk berichtet. Konzertstätte ist der Konzertsaal im Kieler Schloss.

### Musikalische Matineen
In den Musikalischen Matineen, die im akustisch hervorragenden Klaiber-Studio im Kieler Opernhaus, das zugleich dem Philharmonischen Orchester als Probenraum dient, stattfinden, spielen Musiker des Philharmonischen Orchesters und Gesangssolisten der Oper Kiel Werke der Kammermusik.

### Klassisch beflügelt
In dieser Konzertreihe dreht sich alles um den Flügel: als Soloinstrument in Klavierabenden oder als Kammermusikpartner in Duo- oder Ensemble-Recitals.
Ein besonderes Anliegen in dieser Konzertreihe ist auch die Förderung junger Pianisten, die in einer Kooperation mit Steinway & Sons in Hamburg durchgeführt wird.
Konzertstätte für alle „Klassisch beflügelt“-Konzerte ist die Ansgarkirche im Stadtteil Kiel-Blücherplatz.

### Podium der Jungen / Meisterklasse
Wenn es um die Förderung außergewöhnlicher musikalischer Talente aus dem Kieler Raum geht, hat sich die Förde Sparkasse seit Jahren als starker Partner der Musikfreunde Kiel gezeigt. In der bestens für Kammermusik geeigneten, architektonisch raffinierten Kundenhalle der historischen Hauptstelle am Lorentzendamm in Kiel erhalten diejenigen jungen Musiker ein Forum für repräsentative Auftritte, die schon an der Schwelle zur Profikarriere stehen oder diese gerade antreten.

## Stiftung
Die Stiftung Musikfreunde Kiel fördert Projekte, die junge Menschen an anspruchsvolle Musik heranführt, um diese schätzen zu lernen. Das frühe Heranführen an Musik und andere kulturelle Bildungsinhalte soll dabei helfen, Jugendliche zu kreativen, innovationsfreudigen, gefestigten Menschen werden zu lassen, die die kulturellen Werte schätzen und weiterentwickeln. Des Weiteren hat sich die Stiftung der Förderung begabter junger Musiker in der Region verschrieben.
Die Stiftung Musikfreunde Kiel baut deshalb einen Vermögensstock auf, aus dessen Zinserträgen dauerhaft Konzerte und Projekte zur kulturellen Bildung im musikalischen Bereich finanziert werden.
Konkret werden zurzeit folgende Projekte umgesetzt:
- Schüler ins Konzert (Besuch von Konzerten inkl. Schülergerechte Einführung)
- Kinder- und Jugendkonzerte
- Hochbegabten-Förderung

## Persönlichkeiten

### Gründer
- Hermann Stange

### Vereinsvorsitzende
- Hermann Stange (1901–1906)
- Theodor Niemeyer (1906–1912)
- Hans Andrae (1912–1920)
- Theodor Niemeyer (1920)
- Waldemar Harries (1920–1928)
- Paul Jessen (1928–1933)
- Arthur Nordmann (1933–1945)
- Paul Belker (1945–1946)
- Peter Jeschke (1946–1948)
- Karl Breede (1948–1951)
- Joseph Geckeler (1951–1953)
- Heinz Barfod (1953–1968)
- Kurt Gudewill (1968–1981)
- Wolfgang Schmöe (1981–2000)
- Ekkehard Prieß (2000–2003)
- Susanne Aschenbrandt (2003–2006)
- Selke Harten Strehk (seit 2006)

### Dirigenten der VdM-Konzerte bzw. Philharmonischen Konzerte
- Felix Schreiber (1907–1912)
- Ernst Kunsemüller (1912–1915)
- Fritz Stein (1919–1933)
- Hans Gahlenbeck (1933–1938)
- Paul Belker (1938–1951)
- Georg C. Winkler (1951–1959)
- Niklaus Aeschbacher (1959–1963)
- Peter Ronnefeld (1963–1965)
- Gerhard Mandl (1966–1969)
- Hans Zender (1969–1972)
- Klaus Tennstedt (1972–1976)
- Walter Gillessen (1976–1981)
- Klaus Weise (1981–1985)
- Hans Zanotelli (1985–1987)
- Klauspeter Seibel (1987–1995)
- Walter E. Gugerbauer (1995–1998)
- Ulrich Windfuhr (1998–2001)
- Georg Fritzsch (2001–2019)
- Benjamin Reiners (seit 2019)

### Ehrenmitglieder
- Herrmann Stange (1910)
- Paul Belker (1950)
- Margarethe Kümmel (1977)
- Heinz Barfod (1981)
- Kurt Gudewill (1983)
- Wolfgang Schmöe (2003)
- Ekkehard Prieß (2003)

## Mitgliedschaften
Die Musikfreunde Kiel sind Mitglied in folgenden Institutionen:
- Landesmusikrat Schleswig-Holstein
- Forum für zeitgenössische Musik
- fortino e.V. – Verein zur Förderung der frühkindlichen Musikerziehung